# Simone Courvoisier
Simone Courvoisier (née Magnenet le 31 mars 1938 à Besançon où elle est morte le 25 avril 2018) est une pharmacologue française, connue pour son rôle dans le développement de la chlorpromazine, le premier médicament antipsychotique de l’histoire de la psychiatrie moderne.

## Biographie
Simone Courvoisier naît à Besançon dans une fratrie de trois enfants,. Après des études secondaires, elle poursuit une formation scientifique qui la mène à une carrière en pharmacologie expérimentale. Elle rejoint dans les années 1950 les laboratoires Rhône-Poulenc, où elle devient responsable du département de pharmacologie.

## Travaux scientifiques
Au sein de Rhône-Poulenc, Simone Courvoisier étudie notamment, avec son équipe, les propriétés pharmacologiques de la prométhazine et de ses dérivés. Elle observe que l’un de ces composés, la promazine, possède des effets sédatifs notables sans être un antihistaminique. Cette découverte oriente les recherches vers la chlorpromazine, molécule apparentée à la famille des phénothiazines.
En décembre 1950, le chimiste Paul Charpentier synthétise la chlorpromazine (code 4560 RP) et en confie l’évaluation pharmacologique à Simone Courvoisier. Ses expérimentations sur des modèles animaux révèlent une réduction marquée de la réactivité comportementale, suggérant un effet central inédit. Ces résultats ouvrent la voie à des essais cliniques menés par Henri Laborit, puis par les psychiatres Jean Delay et Pierre Deniker, à l’hôpital Sainte-Anne, qui confirmeront l’efficacité de la molécule dans le traitement des psychoses.

## Héritage scientifique
La chlorpromazine, commercialisée dès 1952 sous le nom de Largactil, marque le début de la psychopharmacologie moderne. Par son implication déterminante dans la démarche collective ayant abouti à cette découverte, Simone Courvoisier a contribué à faire émerger une nouvelle approche thérapeutique des troubles mentaux, fondée sur l’action ciblée de molécules sur le système nerveux central,.

## Publications
Simone Courvoisier est coautrice de plusieurs publications scientifiques portant sur les effets pharmacodynamiques des phénothiazines.

## Décès
Elle s’éteint en avril 2018 et repose dans sa ville natale de Besançon.